# Michelle Parkerson
Michelle Parkerson   (Washington DC, 11 de gener de 1953) és una directora de cinema i acadèmica estatunidenca. És professora de Cinema i Arts dels Mitjans en la Universitat de Temple i és realitzadora independent des de la dècada del 1980, centrant-se en temes d'activisme feminista, LGBT i política.

## Biografia
Michelle Parkerson va nàixer i viure a Washington, DC. A principis de la dècada de 1980, Parkerson i el seu amic Essex Hemphill, poeta i activista, solien fer recitals en cafeteries i teatres de la ciutat. Van rebre una subvenció del Washington Project for the Arts al 1983 per a produir una "dramatització experimental" de la seua poesia titulada Murder on Glass.

## Trajectòria professional
Parkerson es graduà en la Universitat de Temple amb Sojourn, un curt en col·laboració amb Jimi Lyons, director de fotografia. La pel·lícula guanyà el premi de l'Acadèmia Júnior. És exalumna del Taller per a Dones Directores de l'American Film Institute, de la promoció del 1989-91, i comparteix formació amb Rita Mae Brown i Lyn Goldfarb.
Parkerson dirigeix la seua productora amb seu a Whashington, Eye of the Storm Productions.
Parkerson ha rebut subvencions del Servei de Televisió Independent, la Corporació per a la Difusió Pública i l'AFI, així com una beca de la Fundació Rockefeller. Rebé el Premi del Públic en el Festival Internacional de Cinema de Dones de Créteil i els premis del Públic i Millor Biografia en el Festival Internacional de Cinema de San Francisco.
És professora de Cinema i Arts dels Mitjans en la Universitat de Temple.
Publicà un llibre de poesia, Waiting Rooms, el 1983.

## Pel·lícules
Gibson considera Parkerson com "una agosarada visionària"; i les seues pel·lícules com relacionades amb la identitat: "ressalten les identitats de les dones negres com a actrius i activistes socials... i serveix com a important contribuent al desenvolupament d'un estil documental negre que cerca un enfocament holístic de la vida afroamericana".
Els seus documentals presenten figures afroamericanes importants: la cantant de jazz Betty Carter, el grup Sweet Honey in the Rock, l'activista dels aldarulls de Stonewall Stormé DeLarverie i l'escriptora Audre Lorde, amb un enfocament centrat en la sexualitat i l'activisme LGBTQ en els dos darrers treballs. El seu curt Odds and Ends és una història de ciència-ficció lèsbica afrofuturista.

La "nota d'amor mai enviada" de Parkerson a Lorde en The Feminist Wire manifesta la motivació activista de la seua direcció cinematogràfica:
El zen d'Audre Lorde està de moda. Però l'impacte tangible del seu activisme continuarà sorgint internacionalment i per a les generacions esdevenidores mentre les comunitats negres continuen assetjades, mentre una dona romanga sense veu i maltractada, mentre l'amor lèsbic que gosà "pronunciar pel seu nom" estiga amenaçat de segrest.

## Filmografia
- Sojourn (1973, with Jimi Lyons)
- ..But Then She's Betty Carter (1980)
- I Remember Betty (1987)
- Urban Odyssey (1991)[14]
- Storme: Lady of the Jewel Box (1991)[15]
- Odds and Ends (1993)
- Gotta Make This Journey: Sweet Honey in the Rock (1983) (producer)[16]
- A Litany for Survival: The Life and Work of Audre Lorde (1995, with Ada Gai Griffin)[17]